# Ana María Márquez Alcántara
Ana María Márquez Alcántara (Córdoba, 1977-Torrox, provincia de Málaga, 8 de agosto de 2014) fue una arqueóloga española y directora del Museo de Nerja (Málaga).

## Trayectoria
Licenciada en Historia por la Universidad de Córdoba, se especializa en Arqueología y colabora, desde su etapa como estudiante, en proyectos de investigación ligados a la Cueva de Nerja y otros yacimientos de la zona. Se doctora en Prehistoria por la Universidad de Salamanca, cursa el máster en Museología de la Universidad de Granada y obtiene el título de Experta en Patrimonio Cultural por el Consejo Superior de Investigaciones Científicas. Ha llevado a cabo una amplia labor de divulgación del patrimonio cultural de Nerja. Además de su labor en la Fundación Cueva de Nerja, se involucra en el proyecto de conservación de la Cueva del Tesoro, en Rincón de la Victoria, y trabajó hasta su fallecimiento en el proyecto del centro de interpretación de los yacimientos arqueológicos romanos del Faro de Torrox. En noviembre de 2013 gana por concurso la plaza de Directora del Museo de Nerja, puesto que desempeñó hasta su muerte violenta, acaecida el 8 de agosto de 2014.